# 喬治·佛斯特
喬治·亞瑟·佛斯特（英語：George Arthur Foster，1948年12月1日—），為美國職棒大聯盟的外野手，生涯曾效力過巨人、紅人、大都會和白襪等隊。
佛斯特生涯入選過五次明星賽，並拿下2次全壘打王、3次打點王和1次年度MVP。2003年，佛斯特入選紅人隊名人堂。

## 職業生涯

### 舊金山巨人
1968年大聯盟選秀，佛斯特在第三輪被巨人隊選中。1969年9月，20歲的佛斯特透過擴編登上大聯盟，並在初登板敲出2支安打。9月22日，威利·梅斯代打佛斯特的打席，並敲出生涯600轟。
1970年9月，佛斯特敲出大聯盟首轟。1971年，他成為球隊的四號外野手，不過他在球季中被交易到紅人，換來Frank Duffy和Vern Geishert。

### 辛辛那提紅人
因為中外野手Bobby Tolan撕裂阿基里斯腱，因此佛斯特遞補上他的位置。1972年，因為外野手塞薩·傑隆尼默表現掙扎，因此佛斯特和傑隆尼默輪流擔任先發右外野手。1972年國家聯盟冠軍賽，佛斯特只在第五戰上場擔任代跑，不過他最終跑回系列賽致勝分。他在世界大賽上出賽2場，不過一個打席都沒有。
1973年，佛斯特幾乎都待在小聯盟。球季結束後，由於傷癒復出的Bobby Tolan表現不佳，因此被交易到教士隊，換來投手Clay Kirby。之後佛斯特和Merv Rettenmund及老肯·葛瑞菲便開始爭奪右外野手的先發位置，最終佛斯特繳出2成64的打擊率，並敲出7轟與64分打點。

#### 大紅機器打線
1975年，總教練將彼得·羅斯移往三壘，讓佛斯特和Dan Driessen輪防左外野。而佛斯特也以3成打擊率，外帶23轟與78分打點的成績勝出。而他也成為大紅機器打線的最後一塊拼圖，紅人最後在這年拿下108勝。他們在國聯冠軍賽橫掃海盜，總比分是誇張的19比7。佛斯特在系列賽的打擊率高達3成64，並跑回3分。
世界大賽第六戰，佛斯特敲出2安與2分打點。不過他最讓人印象深刻的是他的守備，他在9局上滿壘無人出局時於界外邊線接殺年度新人王弗瑞德·林恩的飛球，並迅速傳球回本壘刺殺代表超前分的Denny Doyle。
1976年6月，佛斯特打出連續17場敲安的記錄，當時他的打擊率一度到達3成43，最後他上半季敲出17轟與71分打點，成功入選明星賽。他在明星賽敲出2分砲，打進3分打點，最終拿下明星賽MVP。該年他的打擊率為3成06，並敲出29轟與121分打點，並在MVP票選上拿下第二名，僅次於隊友喬·摩根。
1976年，紅人以10場勝差勝過道奇在國聯西區封王。並在聯盟冠軍賽和世界大賽上連續橫掃費城人和洋基，成為大聯盟擴編後首支在季後賽維持全勝的球隊。佛斯特雖然在聯盟冠軍賽的打擊率不到2成，但他在首戰和第三戰敲出關鍵全壘打，他在世界大賽的打擊率更是高達4成29。
1977年，佛斯特打出生涯年。他在7月14日達成單場三響砲，並在隔日敲出單季第29轟。這年他再次入選明星賽，並在首局打回一分打點。9月23日，他敲出單季第50轟，成為紅人隊史首位單季50轟打者。他以149分打點連莊打點王，雖然最後仍與三冠王擦身而過，但他仍順利拿下聯盟MVP。
1978年上半季，他敲出18轟與63分打點，再度入選明星賽。最終他的打擊率為2成81，並敲出40轟與120分打點，拿下全壘打王和打點王。1979年，他雖然又一次入選明星賽，但他卻在比賽中拉傷大腿。不過紅人在缺少佛斯特得情況下仍憑藉陣容深度持續在聯盟分區維持季後賽資格，因此在佛斯特傷癒回歸後，紅人拉出一波10連勝，成功逆襲太空人拿下分區第一。然而紅人在季後賽之路並不順利，他們在冠軍賽被海盜橫掃淘汰，無緣晉級世界大賽。
球季結束後，喬·摩根成為自由球員並加盟太空人。加上湯尼·培瑞茲和彼得·羅斯早已離隊，大紅機器打線也開始解散。1980年，佛斯特敲出25轟與93分打點，但紅人僅拿下分區第三。1981年，紅人拿下61勝為全聯盟最佳，但卻因為球季分成上下半季導致無緣季後賽。這年他在打點王排行榜上排名第二，1981年，Lawrence Ritter和Donald Honig將他列為棒球史上百大傑出球員之一。

### 紐約大都會
佛斯特原本打算和紅人續簽5年合約，不過最終談判破局。1982年2月10日，紅人將佛斯特交易到大都會，換來Greg Harris、Jim Kern和Alex Treviño。而大都會也成功和佛斯特簽下5年合約。
當時的大都會幾乎都在分區敬陪末座，因此希望佛斯特能注入打擊火力。不過他在大都會的第一年只敲出13轟與70支安打，完全不比他在紅人時的身手。
1983年，大都會從紅雀交易來基斯·赫南德茲，並拉上大物新秀達里爾·斯塔比雷。打線升級後，佛斯特也擺脫低潮。該年他敲出28轟與90分打點，讓球隊一躍成為季後賽勁旅。1984年，他的打擊率為2成69，並敲出24轟與86分打點。
1985年，大都會和紅雀正在爭奪國聯東區冠軍。9月10日，佛斯特和紅雀隊的Danny Cox發生肢體衝突，讓兩隊關係陷入緊張狀態。最後紅雀在與大都會的3連戰拿下勝利，並成功進軍季後賽。
1986年，37歲的佛斯特合約也來到最後一年。該年他的打擊率為2成37，並敲出13轟與37分打點。由於打擊能力開始下滑，因此總教練也漸漸將佛斯特的位置轉讓給新人Kevin Mitchell。他在面對紅人隊的3連戰更是只有一次上場代打。
佛斯特在大都會末期14個打席僅擊出1支安打，並吞下6次三振。8月7日，他遭到大都會釋出，球隊也將他的位置給了Lee Mazzilli。

### 芝加哥白襪
被釋出一個月後，佛斯特加入白襪隊。儘管他在首戰敲出2支安打，包含一支全壘打。不過他打了15場比賽後還是遭到釋出。而大都會最終在1986年拿下世界大賽冠軍，佛斯特也因此獲頒一枚冠軍戒。1987年，佛斯特嘗試東山再起，但最後以失敗告終。

## 生涯打擊成績
| 出賽次數 | 打席 | 打數 | 得分 | 安打 | 二安 | 三安 | 全壘打 | 打點 | 盜壘 | 保送 | 三振 | 打擊率 | 上壘率 | 長打率 | OPS  |
| -------- | ---- | ---- | ---- | ---- | ---- | ---- | ------ | ---- | ---- | ---- | ---- | ------ | ------ | ------ | ---- |
| 1977     | 7812 | 7023 | 986  | 1925 | 307  | 47   | 348    | 1239 | 51   | 666  | 1419 | .274   | .338   | .480   | .818 |

## 個人生活
家庭方面，佛斯特有兩個女兒。而他生涯獲得4次名人堂票選機會，不過他生涯最高得票率僅6.9%。2002年，他入選阿拉巴馬州運動名人堂。隔年他入選紅人隊名人堂。

## 外部連結
- 球員資訊和成績在MLB ，ESPN，Retrosheet ，Baseball Reference ，Baseball Reference (Minors) ，Fangraphs ，The Baseball Cube （英文）
- 喬治·佛斯特在台灣棒球維基館上的頁面（繁體中文）